# Giovanni Di Lorenzo
Giovanni Di Lorenzo (ur. 4 sierpnia 1993 w Castelnuovo di Garfagnana) – włoski piłkarz występujący na pozycji obrońcy we włoskim klubie Napoli, którego jest kapitanem oraz w reprezentacji Włoch. Wychowanek Lucchese, w trakcie swojej kariery grał także w takich klubach, jak Reggina, Cuneo, Matera oraz Empoli.
Złoty medalista Mistrzostw Europy 2020.

## Kariera klubowa
Di Lorenzo rozpoczynał swoją karierę jako zawodnik Regginy, w barwach której zadebiutował 29 maja 2011 w meczu przeciwko Sassuolo. Sezon 2012/2013 spędził na wypożyczeniu w Cuneo. Później był zawodnikiem Matery.
30 sierpnia 2017 został zawodnikiem Empoli. W nowym klubie zadebiutował 3 września w wygranym 3:2 meczu z Bari. Pierwszą bramkę dla Empoli strzelił 23 kwietnia 2018, trafiając przeciwko Frosinone (4:2). Jego drużyna wygrała rozgrywki Serie B, dzięki czemu awansowała do Serie A. Di Lorenzo zadebiutował w tej lidze 19 sierpnia 2018 w meczu z Cagliari.
7 czerwca 2019 został zawodnikiem Napoli, z którym podpisał kontrakt do 2024. 24 sierpnia 2019 rozegrał pierwsze spotkanie dla nowego klubu, występując w meczu z Fiorentiną. W kolejnym meczu, rozegranym 31 sierpnia z Juventusem (3:4), Di Lorenzo zdobył swoją pierwszą bramkę w barwach Napoli. 4 grudnia 2021 wystąpił w meczu z Atalantą, który był jego 100. w Napoli we wsystkich rozgrywkach. 14 lipca 2022, po odejściu Lorenzo Insigne i Kalidou Koulibaly'ego, został ogłoszony kapitanem drużyny. 4 października 2022 strzelił swoją pierwszą bramkę dla Napoli w europejskich pucharach, trafiając w meczu Ligi Mistrzów przeciwko Ajaxowi (6:1). 12 listopada 2023 rozegrał 200. mecz w barwach Azzurrich, którzy przegrali 1:0 mecz przeciwko Empoli.

## Kariera reprezentacyjna
W reprezentacji Włoch zadebiutował 15 października 2019 w wygranym 5:0 meczu przeciwko reprezentacji Liechtensteinu. 8 września zdobył swoją pierwszą bramkę dla reprezentacji, trafiając w meczu z Litwą w ramach eliminacji do Mistrzostw Świata 2022.

## Sukcesy

### Empoli
- Mistrzostwo Serie B: 2017/2018

### SSC Napoli
- Mistrzostwo Włoch: 2022/2023
- Puchar Włoch: 2019/2020

### Reprezentacyjne
- Mistrzostwo Europy: 2020

### Wyróżnienia
- Drużyna sezonu Serie A: 2021/2022[17], 2022/2023[18]
- Drużyna sezonu European Sports Media: 2022/2023[19]

## Odznaczenia
- Kawaler Orderu Zasługi Republiki Włoskiej – 2021, Włochy[20]